# 절연 변압기

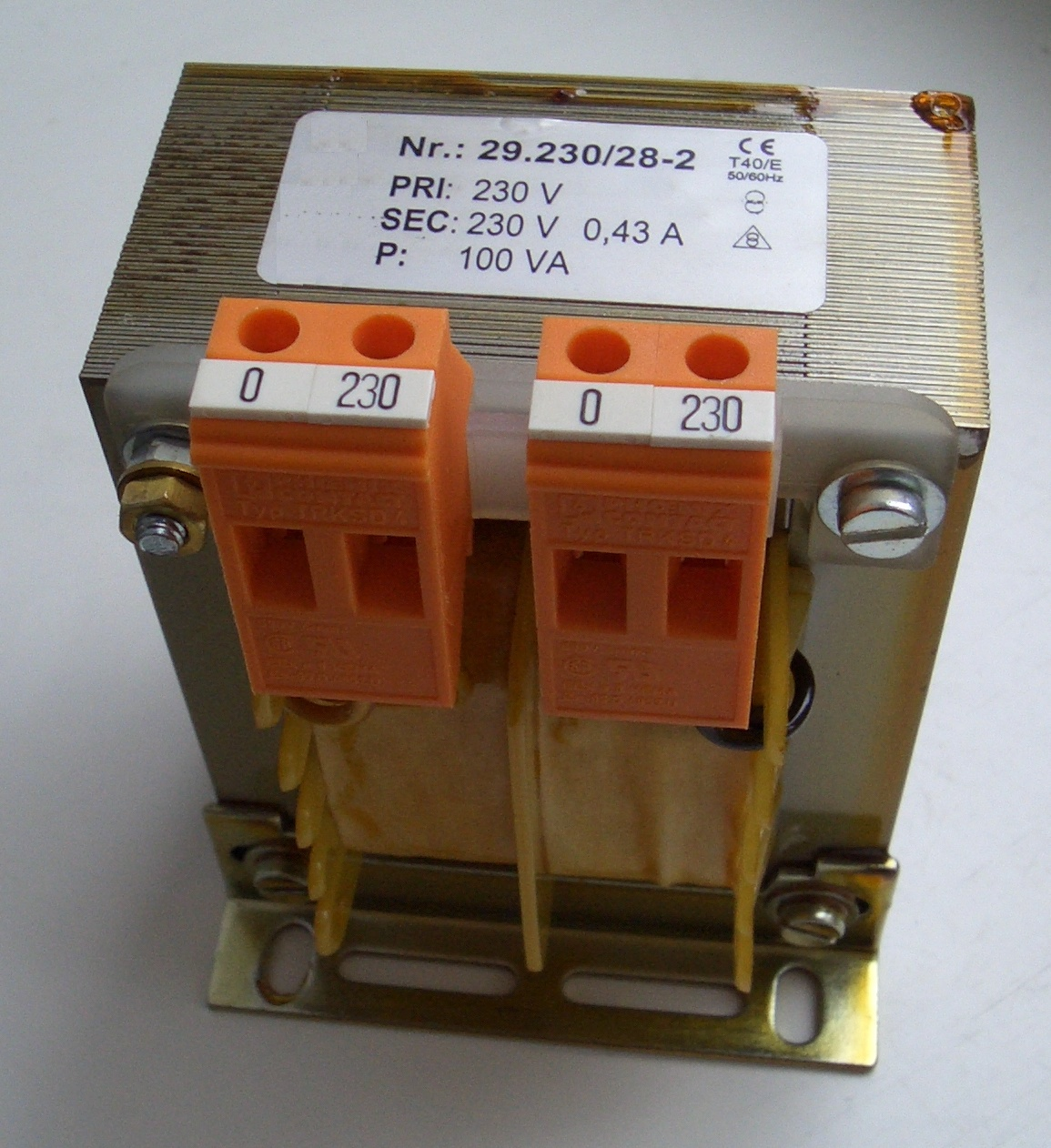
230 V 절연 변압기

절연 변압기 또는 절연 트랜스(isolation transformer)는 일반적으로 안전상의 이유로 또는 과도 전류 및 고조파를 줄이기 위해 교류(AC) 전원에서 일부 장비 또는 장치로 전력을 전송하는 데 사용되는 변압기이다. 절연 변압기는 갈바닉 절연을 제공한다. 소스와 부하 사이에는 전도성 경로가 없다. 이 절연은 감전으로부터 보호하고, 민감한 장치의 전기 잡음을 억제하거나, 연결하면 안 되는 두 회로 사이에 전력을 전송하는 데 사용된다. 절연용으로 판매되는 변압기는 1차와 2차 사이에 특수 절연을 사용하여 제작되는 경우가 많으며 권선 사이의 고전압을 견딜 수 있도록 지정되어 있다.
절연 변압기는 한 회로에서 다른 회로로 신호의 DC 구성 요소 전송을 차단하지만 신호의 AC 구성 요소는 통과하도록 허용한다. 1차 권선과 2차 권선 사이의 비율이 1:1인 변압기는 통전된 도체와 접지 사이의 감전으로부터 2차 회로와 개인을 보호하는 데 종종 사용된다. 적절하게 설계된 절연 변압기는 접지 루프로 인한 간섭을 차단한다. 정전기 차폐 기능이 있는 절연 변압기는 컴퓨터, 의료 기기 또는 실험실 장비와 같은 민감한 장비의 전원 공급 장치에 사용된다.
일부 사양에서는 절연 변압기가 AC 회로의 낙뢰 보호의 일부가 되도록 요구한다.

## 같이 보기
- 발룬
- 전력 품질